# グレーター・カイロ
グレーター・カイロまたは大カイロ（アラビア語: القاهرة الكبرى al-qāhira al-kubrā ）は、エジプト最大の都市圏であり、イスラム世界ではジャカルタ、グレーター・イスタンブールに次いで大きな都市圏である。また、アフリカでは最大である。都市圏は、世界では16番目に大きく、カイロ県、ギーザ市、ショブラ・エル・ケイマ市、インババ市から構成されて、人口は17,816,000人、面積は1,709 km2、人口密度は10,400/km2である。

## 主要都市
- カイロ 北緯30度3分22秒 東経31度14分22秒
- ギーザ 北緯29度59分13.2秒 東経31度12分42.5秒
- ショブラ・エル・ケイマ 北緯30度7分43秒 東経31度14分32秒

## 周辺都市（郊外都市）
- 10月6日市 北緯29度56分10秒 東経30度55分37秒
- Sheikh Zayed City 北緯30度1分12秒 東経31度0分0秒
- Badr 北緯30度7分0秒 東経31度41分0秒
- ニューカイロ 北緯30度1分48秒 東経31度28分12秒
- New Heliopolis 北緯30度8分4.24秒 東経31度40分22.14秒
- Obour 北緯30度12分18秒 東経31度27分27秒
- El Shorouk 北緯30度8分41.3秒 東経31度37分46.6秒
- Madinaty 北緯30度7分0秒 東経31度40分0秒

以下の都市が含まれることがある
- 10th of Ramadan 北緯30度18分8秒 東経31度44分44秒